# 428 (음반)
428(일본어: よんにーはち 욘니하치[*])은 일본의 듀오 그룹 톤네루즈의 정규 음반이다.